# Sindrom produženog QT intervala
Sindrom produženog QT intervala ili dugi QT sindrom (akronim LQTS, od engl. reči Long QT sindrom)  je retka bolest koja kod osoba sa inače zdravim srcem može biti uzrok iznenadne srčane smrti. Sklonost sinkopama i iznenadnoj smrti pripisuje se pojavi ventrikularnih aritmija, posebno ventrikularnih tahikardija tipa "torsades de pointes" nastalih u fazi kasne afterdepolarizacije. Važno je naglasiti i da je korigovani Q-T interval EKG-a duži od 0,44 sеc.
Bolest može biti je nasledna (urođena) ili stečena (uglavnom kao rezultat neželjene reakcije na lek). Najpoznatiji urođeni sindromi dugog QT intervala su Romano-Wardov sindrom ili autosomno dominantni oblik (sinonim: sindrom pseudohipokalemije) i Jervell i Lange-Nielsen sindrom (autosomno recesivni oblik). 
Kliničku sliku sindroma produženog QT intervala karakteriše lupanje srca (tahikardija ), često u obliku torsades de pointes tahikardije opasne po život. Ove aritmije mogu dovesti do vrtoglavice, naglog gubitka svesti (sinkope) i srčanog zastoja zbog ventrikularne fibrilacije.  
I tahikardija i sinkopa javljaju se tokom fizičkog napora ili u stresnim situacijama. 
U simptomatskih bolesnika prognoza je loša bez adekvatne terapije. Danas se gotovo svim pacijentima može ponuditi adekvatna terapija.
Mnogi pacijenti sa ovim sindromom do kraja života mogu biti asimptomatski, odnosno da ne pate od bilo kakvih simptoma.

## Istorija
Ovaj sindrom prvi su opisali Jervell i Lange-Nielsen 1957. godine kao udruženost:
- simptoma sinkope ili iznenadne smrti,
- produženja Q-T intervala u EKG,
- kongenitalne nervne nagluvosti,
- nasleđivanje autosomno recesivnog tipa.[1]

Godine 1963. Romano a 1964. godine i Ward opisali su sličan sindrom u kome je sluh bio normalan a tip nasleđivanja uglavnom autosomno dominantan.

## Etiopatogeneza
Sklonost sinkopama i iznenadnoj smrti u ovom sindromu pripisuje se pojavi ventrikularnih aritmija, posebno ventrikularnih tahikardija tipa "torsades de pointes" nastala u fazi kasne afterdepolarizacije. Važno je napomenuti da je korigovani Q-T interval EKG-a duži od 0,44 s.
Sindrom dugog QT uzrokovan je neznatnim odstupanjima u procesu prenosa električnog signala u ćelijama srčanog mišića (miokarda ). Ovo je neka vrsta odgođene repolarizacije miokarda, koja se manifestuje uglavnom kroz produženje platoa faze 2 akcionog potencijala. Tokom ovog vremena koje iznosi oko 300-400 milisekundi, ranije se često nazivalo ranjivom fazom, nepravilne postdepolarizacije mogu ponovo pokrenuti akcioni potencijal, što može izazvati dugotrajnije aritmije („ pokrenuta aktivnost"). 
Kod urođenih oblika produženog QT sindroma, produženje platoa je uzrokovana abnormalnim svojstva jonskih kanala, bilo u obliku smanjenja transporta ("gubitak funkcije" kalijum jonskih kanal u LQTS1 i LQTS2) ili povećan kapacitet transporta ("dobitak funkcije." natrijum jonskih kanala u LQTS3). [2] 
Kod stečenog dugog QT sindroma, to se prvenstveno pripisuje inhibiciji brze komponente struje kalijumovih jona IKr.

### Genetika
Zadnjih godina su molekularnogenetičkim istraživanjima pronađeni genski markeri: na kratkom kraku hromozoma 11 (za tip LQT!), hromozoma 7 (LQT2), 3 (LQT3) i 4, koji su odgovornim za bolest. Gen za LQT1 je KvLQT1 i odgovoran je za sindrom koji su opisali Jervell i Lange-Nielsen (JLN). Poremećaj se sastoji u usporenju izlaska kalijuma iz ćelija u fazi repolarizacije kardijalnih miocita, što produžuje trajanje akcionog potencijala i Q-T intervala. Promena gena SCN5A na kratkom kraku hromozoma 3 dovodi do LQT3 i ima efekat na natrijumove kanale.
Promena gena na drugom kraku hromozoma 7 dovodi do LQT2 sa delovanjem na kalijumove kanale. 
| Sindrom          | Lokacija gena | Gen             | Nasleđivanje | Učestalost  |
| ---------------- | ------------- | --------------- | ------------ | ----------- |
| LQTS1            | 11p15.5       | KvLQT1 (KCNQ1)  | dominantno   | 40-55%      |
| LQTS2            | 7q35-36       | HERG (KCNH2)    | dominantno   | 35-45%      |
| LQTS3            | 3p21-24       | SCN5a (hNaV1.5) | dominantno   |             |
| LQTS4            | 4q25-27       | ANKB            | dominantno   | sehr selten |
| LQTS5            | 21q22.1–22.2  | MinK (KCNE1)    | dominantno   |             |
| LQTS6            | 21q22.1–22.2  | MiRP1 (KCNE2)   | dominantno   |             |
| LQTS7            | 21q22.1–22.2  | Kir2.1 (KCNJ2)  | dominantno   |             |
| QTS sa prekidima | ?             | HERG?           | ?            |             |
| JLN1             | 11p15.5       | KvLQT1 (KCNQ1)  | recesivno    | ca. 6,3%    |
| JLN2             | 21q22.1–22.2  | MinK (KCNE1)    | recesivno    | ca. 0,7%    |

Pojave sindroma vezuju se za prisustvo određenog genotipa i provokativnih faktora za nastanak ventrikularne tahikardije: kod 66% pacijenata sa LQT1 — a to su napor ili emocionalni stres, a kod LQT3 u istom procentu, bradikardija u snu ili mirovanju.

## Dijagnoza
EKG
QT vreme izmereno u milisekundama (ms) samo po sebi nije previše značajno, jer se može biti izmenjeno u zavisnosti od starosti i pola. Da bi se moglo pouzdano utvrditi abnormalno dug QT interval i da bi se mogli međusobno značajno upoređivati (različita QT vremena), potrebna je računska korekcija izmerenog QT intervala. Za tu namenu najčešće se koristi Bazettova formula:
{\displaystyle QTc={QT{\textrm {-Zeit}} \over {\sqrt {RR{\textrm {-Abstand}}}}}},
u kojoj je QT trajanje  u ms i RR intervalom u sekundama. Za brzine otkucaja srca iznad 100 u minuti, Bazettova formula korekcije dovodi do prekomerne korekcije, a za otkucaje srca ispod 60 u minuti do nedovoljne korekcije. 
Zato se kod frekvencija iznad 80 u minuti, koristi se sve češće formula Fridericia, koja daje tačnije rezultate:
{\displaystyle QTc={QT{\textrm {-Zeit}} \over {\sqrt[{3}]{RR{\textrm {-Abstand}}}}}},

Pri čemu se QT interval takođe izražava u ms i RR interval u sekundama.
Kako je u naučne svrhe potrebna tačnija korekcija QT intervala, koja uzima u obzir i pol i starost pacijenta, za tu namenu koristi se sledeća formula:
- Za muškarce:
 {\displaystyle QTc{\textrm {[ms]}}=QT{\textrm {[ms]}}-(0{,}152\times {(RR{\textrm {[ms]}}-1000)})-(0{,}318\times {(Alter{\textrm {[a]}}-60)})}
- Za žene:
 {\displaystyle QTc{\textrm {[ms]}}=QT{\textrm {[ms]}}-(0{,}154\times {(RR{\textrm {[ms]}}-1000)})-(0{,}207\times {(Alter{\textrm {[a]}}-60)})-4{,}58}

### Procena QT intervala na osnovu EKG-a u mirovanju
Produženi QT interval se može relativno lako otkriti na EKG-u u mirovanju posmatranjem RR rasta između dva susedna QRS talasa. Ako je QT interval duži od polovine RR intervala, onda je QT interval definitivno produžen.

### Skor za procenu verovatnoće LQT sindroma
| EKG znaci bez leka koji ga je izazvao ili drugog poznatog uzroka u istoriji |           |
| QTc ≥ 480 ms (izračunato prema Bazetovoj formuli)                           | 3 poena   |
| QTc 460–479 ms                                                              | 2 poena   |
| QTc 450–459 (muškarci)                                                      | 1 poen    |
| QTc > 480 ms (4 min nakon vežbanja)                                         | 1 поен    |
| Torsades de pointes bez naknadne sinkope                                    | 2 поена   |
| Алтернација Т-таласа                                                        | 1 poen    |
| T-talasni zarezi u 3 odvoda                                                 | 1 poen    |
| Nizak srčani ritam (ispod drugog percentila prilagođenog uzrastu)           | 0,5 поена |
| Lična medicinska istorija                                                   |           |
| Синкопа , изазвана стресом                                                  | 2 poena   |
| Sinkopa, drugi uzrok                                                        | 1 poen    |
| Kongenitalni gubitak sluha unutrašnjeg uha                                  | 0,5 poena |
| Porodična istorija                                                          |           |
| LQTS kod ćlana porodice                                                     | 1 poen    |
| Neobjašnjiva iznenadna srčana smrt kod <30 godina                           | 0,5 poena |

Rezultat od 1 poena ukazuje na malu verovatnoću sindroma dugog QT intervala, rezultat do 3 poena ukazuje na srednju verovatnoću, a rezultat od 4 ili više poena  ukazuje na visoku verovatnoću sindroma dugog QT intervala.

## Terapija
U terapiji za sindrom J-LN (LQT1) najbolje su se pokazali:
- blokatori beta adrenergičkih receptora,
- zabrana telesnih aktivnosti, posebno aktivnog sporta,
- naglo uranjanje glave u vodu.[6]

Za pacijente sa LQT3 najpogodniji su blokator natrijumovih kanala meksiletin i zabrana telesnih aktivnosti. Ovaj oblik je ujedno i najmaligniji. 
Kod HERG mutacije (LQT2) potrebno je oralno nadoknaditi kalijum.

## Prognoza
Stopa smrtnosti kod ovih pacijenata je oko 1,3% godišnje. I dok oko 20% bolesnika umre godinu dana nakon pojave prve sinkope, njih preko 50%  umire nakon 15 godina. 
Hirurška ablacija levog ganglion stelatuma je dubiozna. Najčešće ovi pacijenti završe sa ugrađenim elektrostimulatorom srca ili pejsmejker/kardiverter/defibrilatorom (PCD).

## Literatura
- Levine, Samuel A.; Woodworth, Clyde R. (август 1958). „Congenital Deaf-Mutism, Prolonged QT Interval, Syncopal Attacks and Sudden Death”. New England Journal of Medicine. 259 (9): 412—7. PMID 13578073. doi:10.1056/NEJM195808282590902.
- Jervell, Lange-Nielsen syndrome (deaf-mutism and seve heart trouble with syncopal manifestations). „Choussat A, Zebrowska A, Brousson R, Broustet P”. Rev Laryngol Otol Rhinol (Bord). 91 (7): 546—57. 1970.
- Csanády, Miklós; Kiss, Zoltán (септембар 1973). „Heritable Q-T Prolongation without Congenital Deafness (Romano-Ward Syndrome)”. Chest. 64 (3): 359—62. PMID 4749386. doi:10.1378/chest.64.3.359.
- Klitzner, T. S. (август 1990). „Sudden cardiac death in children”. Circulation. 82 (2): 629—32. PMID 2197020. doi:10.1161/01.cir.82.2.629.
- Sternon, J.; Stoupel, E. (мај 1990). „Sudden death in young athletes”. Rev Med Brux. 11 (5): 156—61. PMID 2191407..

## Spoljašnje veze
|  | Molimo Vas, obratite pažnju na važno upozorenje u vezi sa temama iz oblasti medicine (zdravlja). |